# Caipora bambuiorum
La caipora (Caipora bambuiorum) è un primate estinto, appartenente ai platirrini. Visse al termine del Pleistocene (circa 10.000 anni fa) e i suoi resti sono stati ritrovati in Brasile, nello stato di Bahia.

## Descrizione
Questo primate è conosciuto per uno scheletro quasi completo, che mostra notevoli somiglianze con le odierne scimmie ragno (gen. Ateles), tranne che per la struttura più robusta. Le zampe di Caipora erano allungatissime e straordinariamente simili a quelle delle forme attuali, così come la forma della scatola cranica; quest'ultima, tuttavia, era leggermente più tondeggiante. La caratteristica più evidente rispetto alle attuali scimmie ragno, però, risiedeva nella taglia: Caipora doveva superare facilmente i 20 chilogrammi di peso, quasi il doppio degli ateli attuali.

## Classificazione
Caipora, il cui fossile è stato scoperto in un deposito di grotta nel 1992, è stata descritta scientificamente quattro anni più tardi. Questo primate è stato riconosciuto come un tipico rappresentante dei platirrini, e sembra che fosse il più stretto parente (vivente o estinto) del genere Ateles (le odierne scimmie ragno). Un'altra grande scimmia platirrina, vissuta nello stesso periodo e negli stessi luoghi, è Protopithecus brasiliensis.

## Significato dei fossili
La scoperta di Caipora indica che, al termine del Pleistocene, il Nuovo Mondo ospitava una fauna di grandi scimmie platirrine endemiche, che erano parte della megafauna tipica del continente. La scoperta dell'esemplare ha esteso la conoscenza degli studiosi riguardo alla diversificazione delle platirrine, che andarono incontro a un notevole aumento di dimensioni verso la fine del Pleistocene, così come fecero molti altri mammiferi.

## Stile di vita
È probabile che Caipora fosse ben adattata alla vita fra gli alberi, così come i suoi parenti attuali. Le grandi dimensioni di questa scimmia e dell'analogo Protopithecus hanno fatto supporre gli studiosi che le foreste dell'epoca erano maggiormente diffuse e diversificate di quelle attuali, dal momento che potevano sostenere la presenza della biomassa di platirrine ben più grandi delle attuali.